# Acianthera jacarepaguaensis
Acianthera jacarepaguaensis é  uma espécie de orquídea (Orchidaceae) originária do Rio de Janeiro, no Brasil, também na Guiana, Suriname e Venezuela, ainda subordinada ao gênero Pleurothallis. Trata-se de planta praticamente desconhecida da qual não há registros de ilustrações, descrita por Barbosa Rodrigues. Pela descrição é planta olhas ovaladas e alongadas, inflorescência mais curta que as folhas, com três a seis flores alaranjadas com sépala dorsal eretas laterias côncavas na extremidade e pétalas mucronadas. A descrição é vaga e pode nem pertencer a este grupo no entanto aqui vem classificada por Pabst nas proximidades da Acianthera klotzschiana.
A planta da foto ao lado é similar mas diferente da A. klotzschiana e não encontramos qualquer nome vago para ela de modo que, como aproximadamente encaixa-se na descrição de Barbosa Rodrigues, vem aqui com este nome. Pode tratar-se de espécie nova ainda não descrita ou de uma variedade mais clara e menor da espécie citada.

## Publicação e sinônimos
- Acianthera jacarepaguaensis (Barb.Rodr.) ined.

Sinônimos homotípicos:
- Pleurothallis jacarepaguaensis Barb.Rodr., Gen. Spec. Orchid. 2: 29 (1881).